# Tunngrund, Kaskö
Tunngrund med Tunngrundskobborna är en ö i Finland. Den ligger i Bottenhavet och i kommunen Kaskö i den ekonomiska regionen Sydösterbotten i landskapet Österbotten, i den västra delen av landet. Ön ligger omkring 87 kilometer söder om Vasa och omkring 310 kilometer nordväst om Helsingfors.
Öns area är 8,1 hektar och dess största längd är 0,6 kilometer i nord-sydlig riktning.

## Sammansmälta delöar
- Tunngrund 62°20′09″N 21°13′53″Ö / 62.33595°N 21.23152°Ö
- Tunngrundskobborna 62°20′08″N 21°13′41″Ö / 62.33552°N 21.22795°Ö